# اما، دوشس نورماندی
اما، دوشس نورماندی (انگلیسی: Emma of Paris, Duchess of Normandy; ۱ ژانویهٔ ۰۹۴۳ – ۱۸ مارس ۰۹۶۸)، همسر ریچارد یکم، دوک نورماندی و دختر هوگوی بزرگ و هدویگ ساکسونی و خواهر هوگو کاپه، پادشاه فرانسه بود.